# Lee Dong-gyeong
Đây là một tên người Triều Tiên, họ là Lee.
Lee Dong-gyeong (tiếng Hàn: 이동경; Hán-Việt: Lý Đông Khánh; sinh ngày 20 tháng 9 năm 1997) là một cầu thủ bóng đá người Hàn Quốc hiện đang thi đấu ở vị trí tiền vệ cho Ulsan Hyundai và đội tuyển quốc gia Hàn Quốc.

## Thống kê sự nghiệp

### Câu lạc bộ
Tính đến 26 tháng 10 năm 2019
| Câu lạc bộ       | Mùa giải  | Giải vô địch | Giải vô địch | Giải vô địch | Cúp     | Cúp       | Châu lục | Châu lục  | Tổng cộng | Tổng cộng |
| Câu lạc bộ       | Mùa giải  | Hạng đấu     | Số trận      | Bàn thắng    | Số trận | Bàn thắng | Số trận  | Bàn thắng | Số trận   | Bàn thắng |
| ---------------- | --------- | ------------ | ------------ | ------------ | ------- | --------- | -------- | --------- | --------- | --------- |
| Ulsan Hyundai    | 2018      | K League 1   | 1            | 0            | 0       | 0         | 0        | 0         | 1         | 0         |
| FC Anyang (mượn) | 2018      | K League 2   | 10           | 0            | 0       | 0         | 0        | 0         | 10        | 0         |
| Ulsan Hyundai    | 2019      | K League 1   | 25           | 3            | 0       | 0         | 3        | 1         | 28        | 4         |
| Tổng cộng        | Tổng cộng | Tổng cộng    | 36           | 3            | 0       | 0         | 3        | 1         | 39        | 4         |

#### Bàn thắng quốc tế
Bàn thắng và kết quả của Hàn Quốc được để trước.
| #  | Ngày               | Địa điểm                              | Đối thủ   | Bàn thắng | Kết quả | Giải đấu                 |
| -- | ------------------ | ------------------------------------- | --------- | --------- | ------- | ------------------------ |
| 1. | 9 tháng 6 năm 2021 | Sân vận động Goyang, Goyang, Hàn Quốc | Sri Lanka | 2–0       | 5–0     | Vòng loại World Cup 2022 |